# Ясеневая изумрудная узкотелая златка
Я́сеневая изумру́дная узкоте́лая зла́тка (лат. Agrilus planipennis) — инвазивный вид жуков-златок из подсемейства Agrilinae. Происходит из Восточной Азии. Самки откладывают яйца в щели коры, а личинки питаются древесиной под корой ясеня (Fraxinus) в течение одного-двух лет. В своём естественном ареале вид обычно встречается с низкой плотностью и не наносит значительного ущерба деревьям. За пределами естественного ареала это инвазивный вид, который очень губителен для видов ясеня, произрастающих в Европе и Северной Америке. Признан опаснейшим карантинным объектом.

## Описание

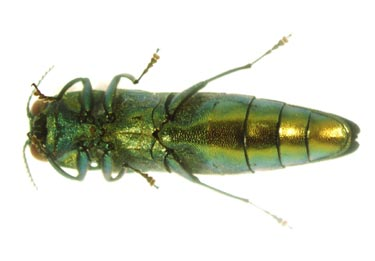
Жук снизу

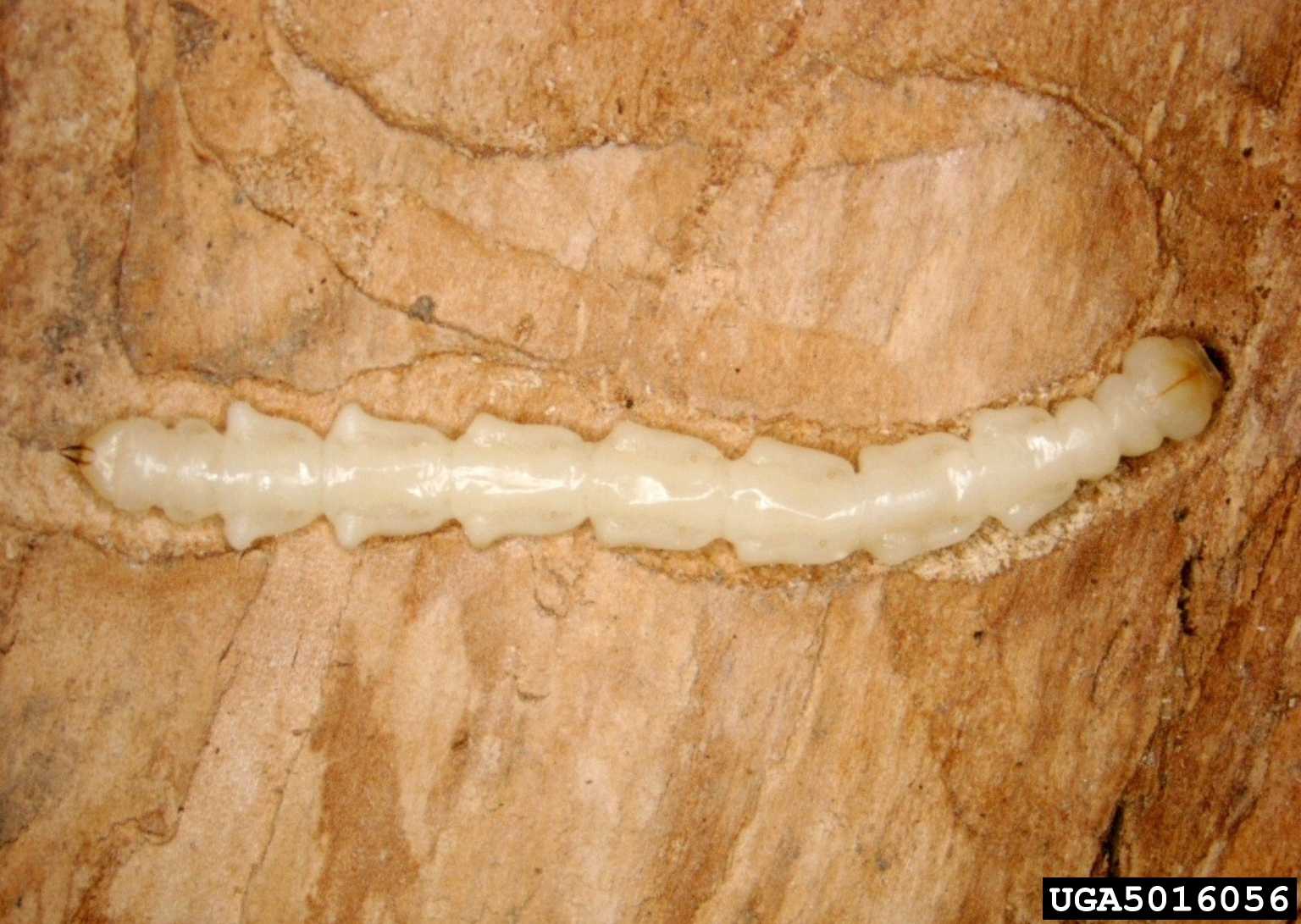
Личинка

Жуки-златки среднего размера. Тело узкое и удлинённое, клиновидное. Длина взрослых насекомых (имаго) от 8,5 до 14,0 мм, ширина от 3,1 до 3,4 мм. Основная окраска со спинной стороны тёмно-зелёная, с бронзовым металлическим отливом. Глаза крупные, почти соприкасаются с переднеспинкой. Голова плоская, темя щитовидное. Сложные глаза имеют почковидную форму и несколько бронзового цвета. Переднегрудь поперечно-прямоугольная, немного шире головы, но равна ширине переднего края надкрылий. Передний край надкрылий приподнят, образуя поперечный валик, поверхность которого покрыта точками. Задние края надкрылий округлые, тупые, с небольшими зубчатыми бугорчатыми выступами по краю. Переднеспинка с двойным боковым краем. Переднегрудь с развитым цельным воротничком.
Яйца мелкие овальные, 1 × 0,6 мм. Длина кремово-белых личинок значительно превосходит размер имаго и достигает 3 см (от 26 до 32 мм). Тело их плоское и широкое. Голова маленькая, коричневая, втянута в переднегрудь, обнажая только ротовой аппарат. Переднегрудь увеличена, средне- и заднегрудь несколько у́же. Среднегрудь несёт дыхальца. Брюшко личинок 10-члениковое. Сегменты 1—8 имеют по одной паре дыхалец, а последний сегмент несёт одну пару коричневатых зубчатых столбиков. Развиваются на деревьях рода ясень, а также на некоторых видах вязов и орехов. Куколки A. planipennis имеют длину 10—14 мм и кремово-белый цвет. Усики тянутся назад к основанию надкрылий, а последние несколько сегментов брюшка слегка изгибаются вентрально.
Первые экземпляры жука были найдены знаменитым натуралистом и миссионером Арманом Давидом во время его путешествия в Китай в 1860—1870-х годах и посланы в Париж для исследования. Вид был впервые научно описан в 1888 году французским энтомологом Леоном Файрмайером (1820—1906).

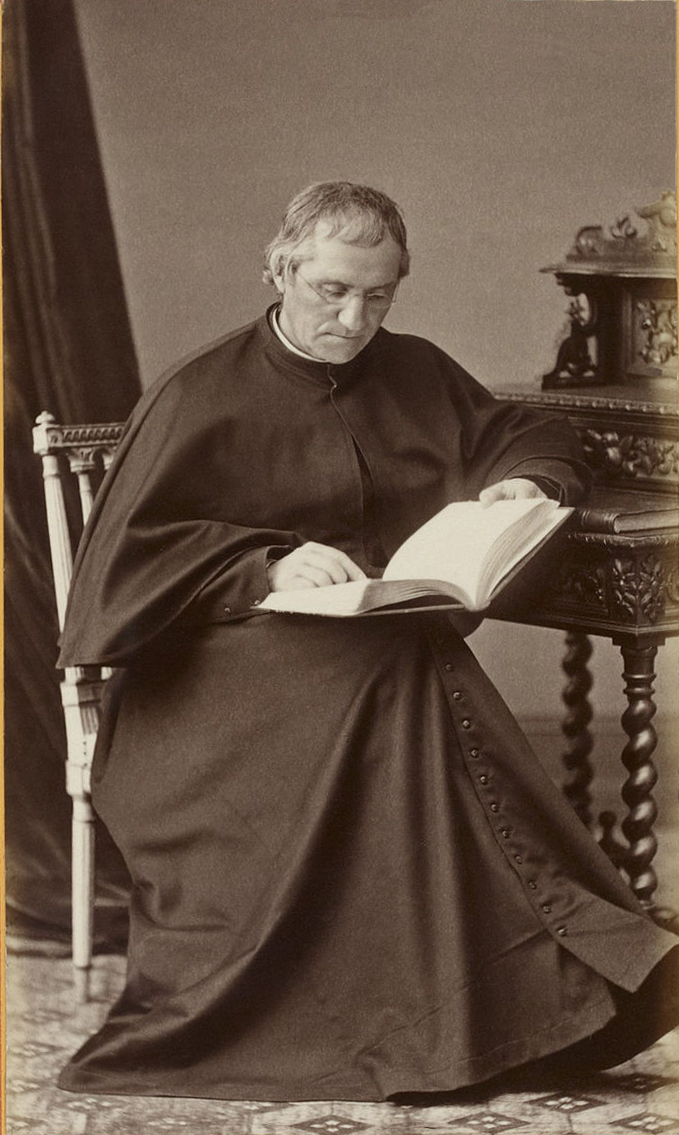
Арман Давид добыл первый экземпляр вида во время его путешествия в Китай в 1860—1870-х годах
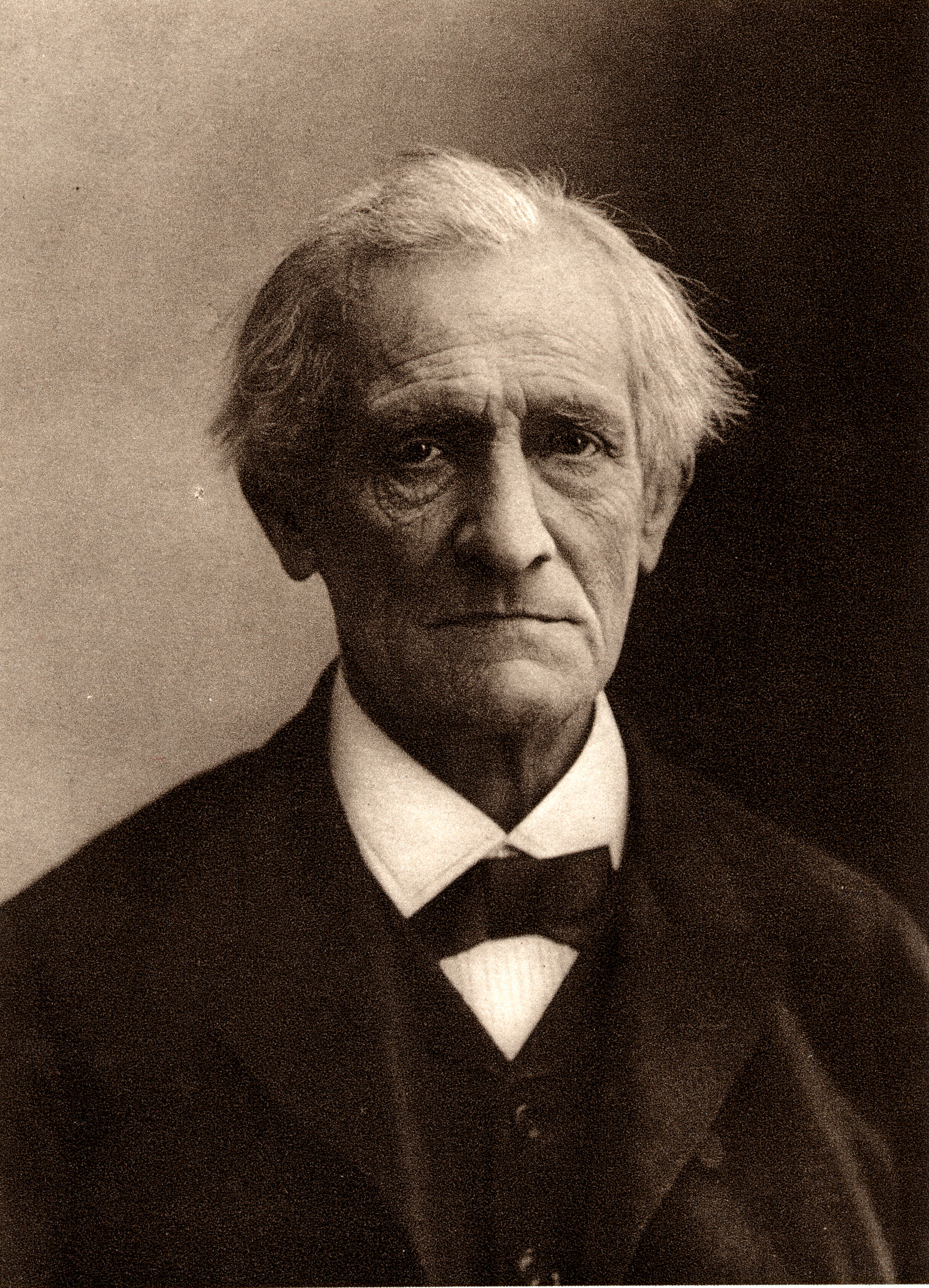
Леон Файрмайер в 1888 году первым описал изумрудную узкотелую златку как новый для науки вид

### Жизненный цикл
Жизненный цикл ясеневой изумрудной узкотелой златки может длиться один или два года в зависимости от времени года, когда происходит откладка яиц, состояния дерева и температуры.
После накопления 400—500 градусо-дней при температуре выше 10 °C взрослые особи начинают выходить из деревьев в конце весны, а пик вылупления наступает примерно при 1000 градусо-дней. После появления имаго взрослые особи кормятся в течение одной недели на листьях ясеня в пологе перед спариванием, но при этом вызывают небольшую дефолиацию. Самцы летают вокруг деревьев, находят самок по визуальным признакам и падают прямо на самку для спаривания. Спаривание может длиться 50 минут, и самки могут спариваться с несколькими самцами в течение своей жизни. Самка может прожить около шести недель и отложить примерно 40-70 яиц, а самки, которые живут дольше, могут отложить до 200 яиц.
Яйца откладываются между трещинами коры, и личинки из них появляются примерно через две недели. Яйца имеют диаметр примерно от 0,6 до 1,0 миллиметра и изначально белые, но позже становятся красновато-коричневыми. После вылупления личинки прогрызают кору до внутренней флоэмы, камбия и внешней ксилемы, где они питаются и развиваются. Ясеневая изумрудная узкотелая златка имеет четыре личиночных возраста. Питаясь, личинки создают длинные змеевидные ходы. Полностью зрелые личинки четвёртого возраста имеют длину от 26 до 32 миллиметров. Осенью зрелые личинки четвёртого возраста выгрызают камеры примерно на 1,25 сантиметра в заболонь или внешнюю кору, где они складываются в J-образную форму. Эти J-образные личинки укорачиваются до предкуколок, а следующей весной они превращаются в куколок и взрослых особей. Чтобы выйти из дерева, взрослые особи прогрызают отверстия в своей камере через кору, в результате чего остаётся характерное D-образное выходное отверстие. Незрелые личинки могут перезимовать в личиночной галерее, но им может потребоваться дополнительное лето для кормления, прежде чем снова перезимовать до выращивания взрослых особей следующей весной. Этот двухлетний жизненный цикл чаще встречается в холодных климатических условиях, например, в европейской части России.

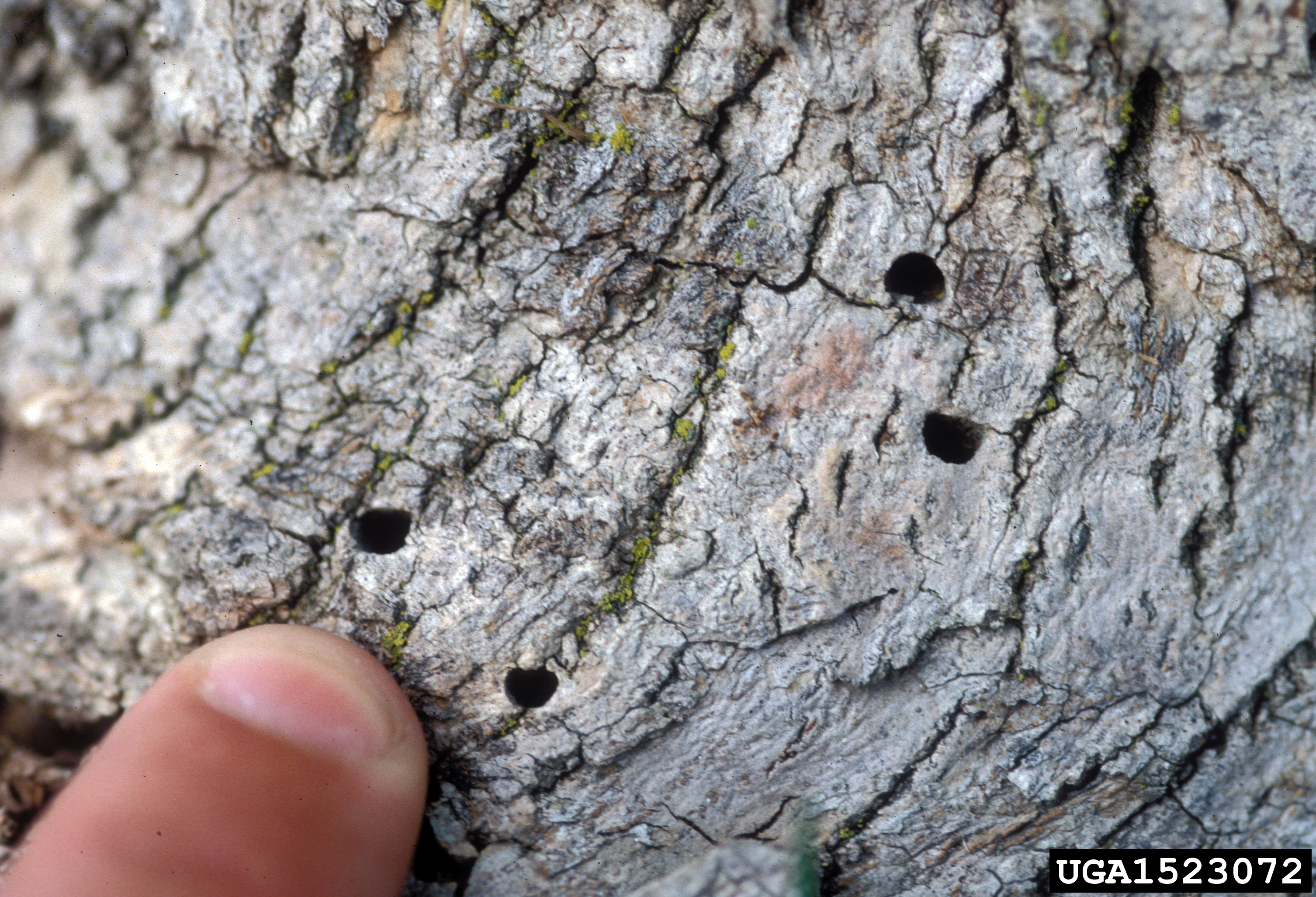
Выходные отверстия жуков

### Кормовые растения
В своём естественном ареале ясеневая изумрудная узкотелая златка является лишь неприятным вредителем для местных деревьев, поскольку плотность популяции обычно не достигает уровней, смертельных для здоровых деревьев. В Китае жук заражает аборигенные виды: ясень китайский (F. chinensis), ясень маньчжурский (F. mandshurica); в Японии он также поражает ясень японский (F. japonica) и ясень шерстистый (F. lanuginosa).
Ясеневая изумрудная узкотелая златка в первую очередь поражает и может нанести значительный ущерб некоторым видам ясеня, включая зелёный пенсильванский ясень (Fraxinus pennsylvanica), чёрный ясень (Fraxinus nigra), белый американский ясень (Fraxinus americana) и синий ясень (Fraxinus quadrangulata) в Северной Америке. В Европе обыкновенный ясень (Fraxinus excelsior) является основным колонизированным видом ясеня, который умеренно устойчив к заражению изумрудной ясеневой златкой. Восприимчивость к жукам может варьироваться в зависимости от привлекательности летучих химических веществ для взрослых особей или от способности личинок обезвреживать фенольные соединения. Ясеневая златка также была обнаружена в Северной Америке, заражающей Chionanthus virginicus (род снежноцвет из семейства маслиновые), которая не является основным хозяином, но неясно, были ли деревья здоровыми при первом заражении или уже пришли в упадок из-за засухи. Также был обнаружен ещё один неясеневый хозяин, олива европейская (Olea europaea), хотя и в лабораторных условиях.
Взрослые особи предпочитают откладывать яйца на ясень, выращенный в открытом грунте или подверженный стрессу, но охотно откладывают яйца на здоровые деревья среди других пород деревьев. Ясень, растущий в чистых насаждениях, будь то в природе или в ландшафтном дизайне, более подвержен поражению, чем отдельные деревья или деревья, расположенные в смешанных лесных насаждениях. Ясень, используемый в ландшафтном дизайне, также, как правило, подвергается более высоким экологическим нагрузкам, включая уплотнённую почву, недостаток влаги, нагревание от городских островов тепла, дорожную соль и загрязнение, что также может снизить их устойчивость к златке. Кроме того, большая часть ясеней, используемых в ландшафтном дизайне, была получена из небольшого числа сортов, что привело к низкому генетическому разнообразию. Жуки предпочитают молодые деревья с корой толщиной от 1,5 мм до 5 мм. И самцы, и самки используют летучие вещества листьев и сесквитерпены в коре для обнаружения хозяев. Повреждение заражённых деревьев происходит в результате питания личинок. Змеевидные кормовые ходы личинок нарушают поток питательных веществ и воды, эффективно опоясывая и тем самым убивая дерево, поскольку оно больше не может транспортировать достаточное количество воды и питательных веществ к листьям, чтобы выжить. Повреждённый ясень часто пытается регенерировать за счёт прорастания пней, и есть свидетельства того, что стрессовые деревья могут также давать более высокие, чем обычно, урожаи семян в качестве экстренной меры.

## Распространение
Инвазивный вид, завезённый из Восточной Азии (Китай, Корея, Япония) и Дальнего Востока России в Северную Америку (США) и европейскую часть России.
Жук инвазивен в Северной Америке, где его основная популяция обитает в Мичигане и прилегающих штатах. Популяции более рассеяны за пределами основной области, а границы известного ареала простираются на север до Онтарио, на юг до северной Луизианы, на запад до Колорадо и на восток до Нью-Брансуика. В Восточной Европе популяция была обнаружена в 2003 году в Москве (Россия). С 2003 по 2016 год эта популяция распространилась на запад в сторону Европейского Союза со скоростью до 40 км в год и, как ожидается, достигнет Центральной Европы между 2031 и 2036 годами. Хотя по состоянию на 2019 год вид не зарегистрирован в Европейском Союзе, он уже распространился на Восток Украины (Луганск) из соседней России (Белгород, Брянск, Владимир, Волгоград, Воронеж, Калуга, Курск, Липецк, Москва, Орёл, Рязань, Смоленск, Тамбов, Тула, Тверь, Ярославль). Весной 2022 года специалисты Института проблем экологии и эволюции имени А. Н. Северцова РАН (Москва) спрогнозировали распространение ясеневой изумрудной узкотелой златки на Кавказе, что создаст угрозу ясеневым лесам Кавказского биосферного заповедника и других уникальных природных территорий.

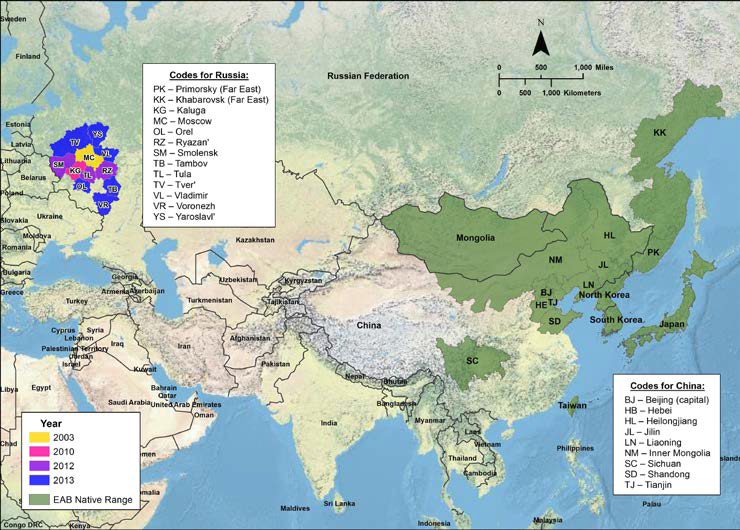
Ареал в Евразии
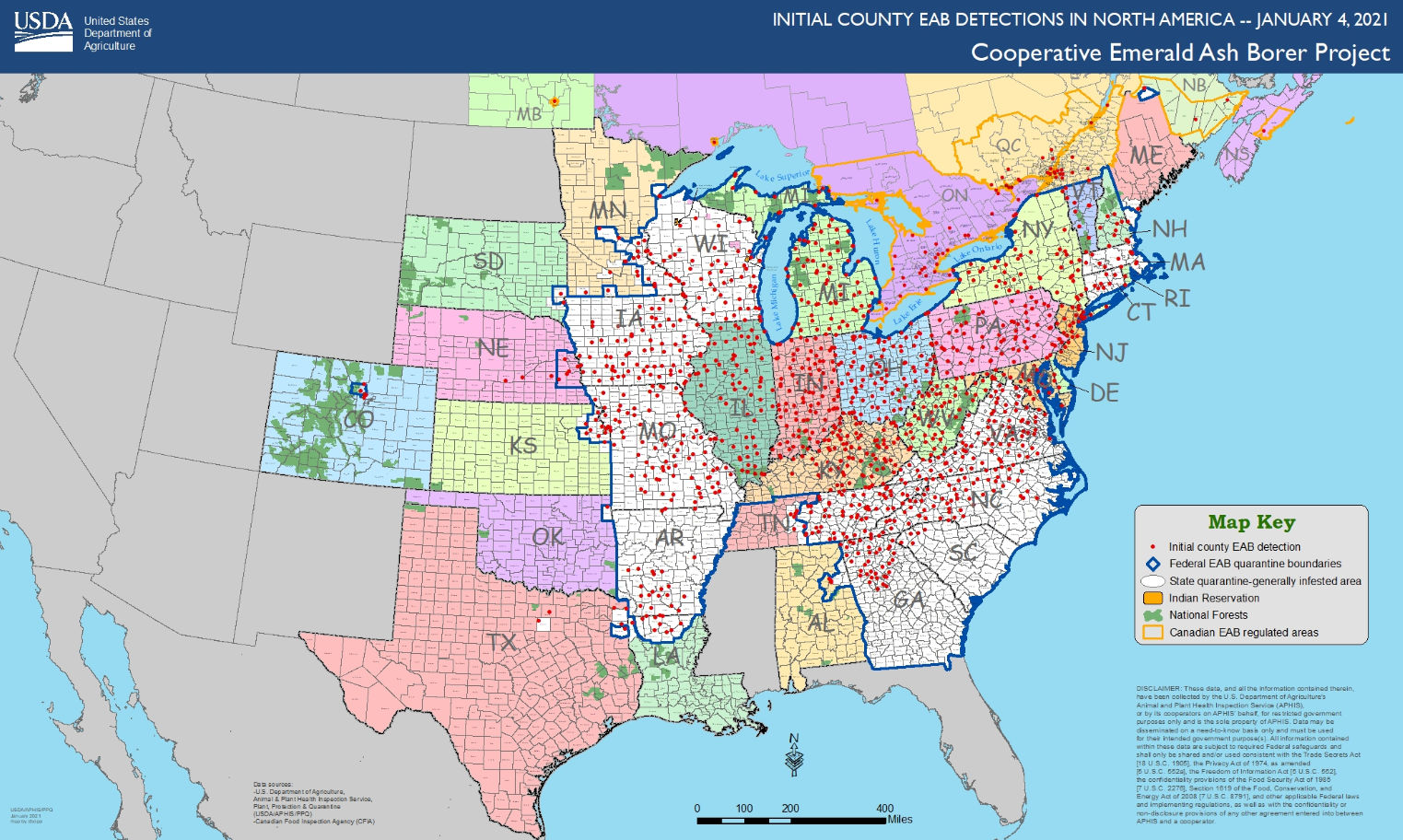
Ареал в Северной Америке

## Инвазивность

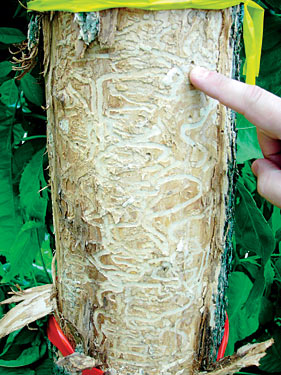
Повреждения древесины ясеня пенсильванского

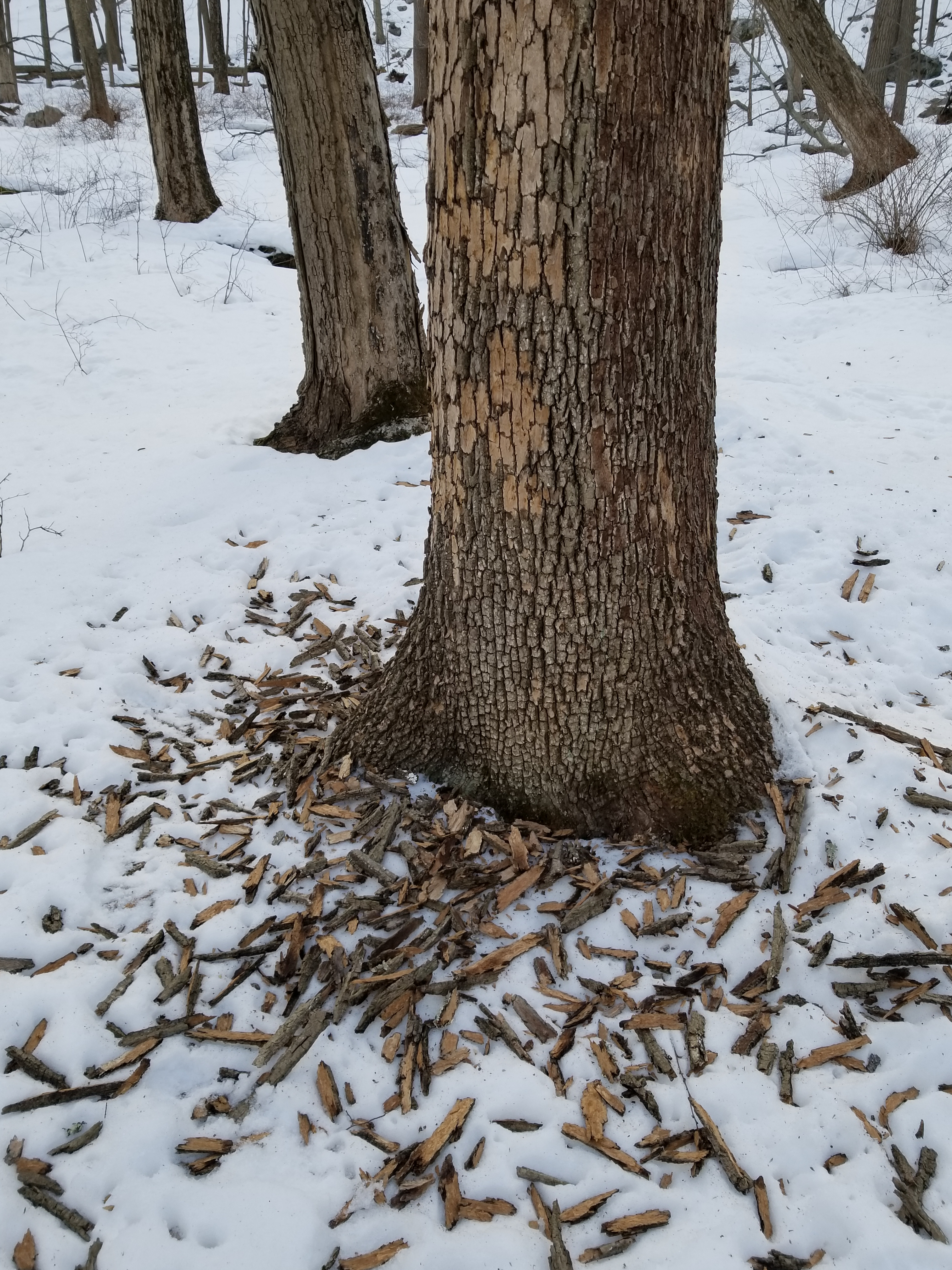
Ясень с корой, содранной дятлами, питающимися ясеневыми изумрудными златками

За пределами своего естественного ареала ясеневая изумрудная узкотелая златка — инвазивный вид, который очень разрушителен для ясеня в своём интродуцированном ареале. До того, как этот вид был обнаружен в Северной Америке, очень мало было известно об этом насекомом в его естественном ареале, кроме краткого описания биологии и таксономических описаний, что привело к целенаправленным исследованиям его биологии в Северной Америке. Насекомое было впервые обнаружено в Кантоне, штат Мичиган (недалеко от Детройта), в 2002 году, но, возможно, оно было в США с конца 1980-х годов. Предположительно, был завезён из-за границы в транспортировочных материалах, таких как упаковочные ящики. Аналогичным образом или вместе с крупномерным посадочным материалом златка попала в Москву: несколько экземпляров были отловлены рядом энтомологов в городе летом 2003 и 2004 годов. В 2005 году специалисты производственной службы защиты растений ФГУ «Мосзеленхоз» нашли жука златки на дереве ясеня на проспекте Андропова.
Без факторов, которые обычно подавляли бы популяции ясеневой изумрудной узкотелой златки в её естественном ареале (например, устойчивые деревья, хищники и наездники-паразиты), популяции могут быстро возрасти до опасного уровня. Ожидается, что после первоначального заражения все ясени в районе погибнут в течение 10 лет без мер борьбы. Каждый североамериканский вид ясеня более восприимчив к изумрудной ясеневой златке, чем другие, поскольку североамериканские виды, высаженные в Китае, также имеют высокую смертность от заражения, но некоторые виды китайского ясеня устойчивы.
Ясеневая изумрудная златка предпочитает деревья зелёного пенсильванского ясеня (Fraxinus pennsylvanica) и чёрного ясеня (Fraxinus nigra). Белый американский ясень (Fraxinus americana) также быстро погибает, но обычно только после уничтожения всех зелёных и чёрных ясеней. Известно, что синий ясень (Fraxinus quadrangulata) проявляет более высокую степень устойчивости к изумрудной ясеневой златке, что, как полагают, вызвано высоким содержанием танина в листьях, что делает листву неприятной для насекомого. В то время как большинство азиатских ясеней развили эту защиту, она отсутствует у американских видов, кроме синего ясеня. Исследователи изучили популяции так называемого «сохранившегося ясеня», деревьев, которые пережили нападение златок с небольшим повреждением или без него, в качестве средства прививки или разведения нового, устойчивого сорта. Было обнаружено, что многие из этих выживших ясеней имеют необычные фенотипы, которые могут привести к повышенной устойчивости. Помимо более высокого содержания танина, азиатский ясень также использует естественную защиту, чтобы отталкивать, ловить и убивать личинок изумрудной пепельной златки. Хотя исследования американского ясеня показали, что они способны использовать аналогичные защитные механизмы, деревья, по-видимому, не распознают, когда на них нападают.
Многие из специализированных хищников и паразитоидов, подавляющие изумрудную златку в Азии, отсутствовали в Северной Америке. Хищники и паразитоиды, обитающие в Северной Америке, недостаточно подавляют изумрудную златку, поэтому её популяция продолжает расти. Такие птицы, как дятлы, питаются личинками изумрудной златки, хотя ни один представитель американской фауны не использует взрослых жуков в пищу. Популяции изумрудных ясеневых златок могут распространяться на расстояние от 2,5 до 20 км в год. В основном жук, обладая крыльями, распространяется в полёте или при транспортировке коры ясеня, содержащей такие продукты, как дрова или саженцы, что позволяет златке достигать новых территорий и создавать дополнительные популяции вне основного заражения.
Температура служит важным фактором, ограничивающим распространение жуков. Зимние температуры около −38 °C (−36 °F) ограничивают дальнейшее расширение ареала. Зимующие изумрудные златки выживают при средних температурах −30 °C (−22 °F) из-за антифриза в организме и изоляции, обеспечиваемой корой дерева. Личинки также могут выдерживать высокие температуры до 53 °C (127 °F). Считается, что популяция изумрудной златки в Северной Америке произошла от одной группы насекомых из Центрального Китая и также демонстрирует низкое генетическое разнообразие.

### Влияние на экологию и экономику
Ясеневая изумрудная узкотелая златка угрожает всем североамериканским представителям рода Fraxinus. На данный момент она уничтожила десятки миллионов ясеней и угрожает уничтожить большую часть из 8,7 миллиарда ясеней по всей Северной Америке. Эта златка убивает молодые деревья за несколько лет до того, как они достигнут возраста посадки 10 лет. И в Северной Америке, и в Европе потеря ясеня из экосистемы может привести к увеличению числа инвазивных растений, изменениям в составе питательных веществ почвы и воздействию на виды, которые питаются ясенем.
Ущерб и усилия по контролю над распространением ясеневой изумрудной узкотелой златки повлияли на предприятия, торгующие ясенями или изделиями из древесины, владельцев собственности, а также органы местного самоуправления или штата. Карантин может ограничить транспортировку ясеня и продуктов, но экономические последствия особенно высоки для городских и жилых районов из-за затрат на очистку или удаление и снижения стоимости земли из-за умирающих деревьев. Затраты на уход за этими деревьями могут ложиться на домовладельцев или местные муниципалитеты. Для муниципалитетов одновременное удаление большого количества мёртвых или заражённых деревьев является дорогостоящим мероприятием, поэтому снижение скорости гибели деревьев за счёт удаления известных заражённых деревьев и обработки деревьев инсектицидами может дать местным органам власти больше времени для планирования, удаления и замены деревьев, которые в конце концов умрут. Эта стратегия экономит деньги, поскольку в городских районах 25 штатов в течение 10 лет она будет стоить 10,7 млрд долларов, в то время как удаление и замена всех ясеней в этих же районах за один раз обойдётся в 25 млрд долларов (по другой оценке, одно только удаление на 20—60 миллиардов долларов). Некоторые урбанизированные территории, такие как Миннеаполис, имеют большое количество ясеней в парках, где их численность составляет более 20 % городских лесов.

### Мониторинг

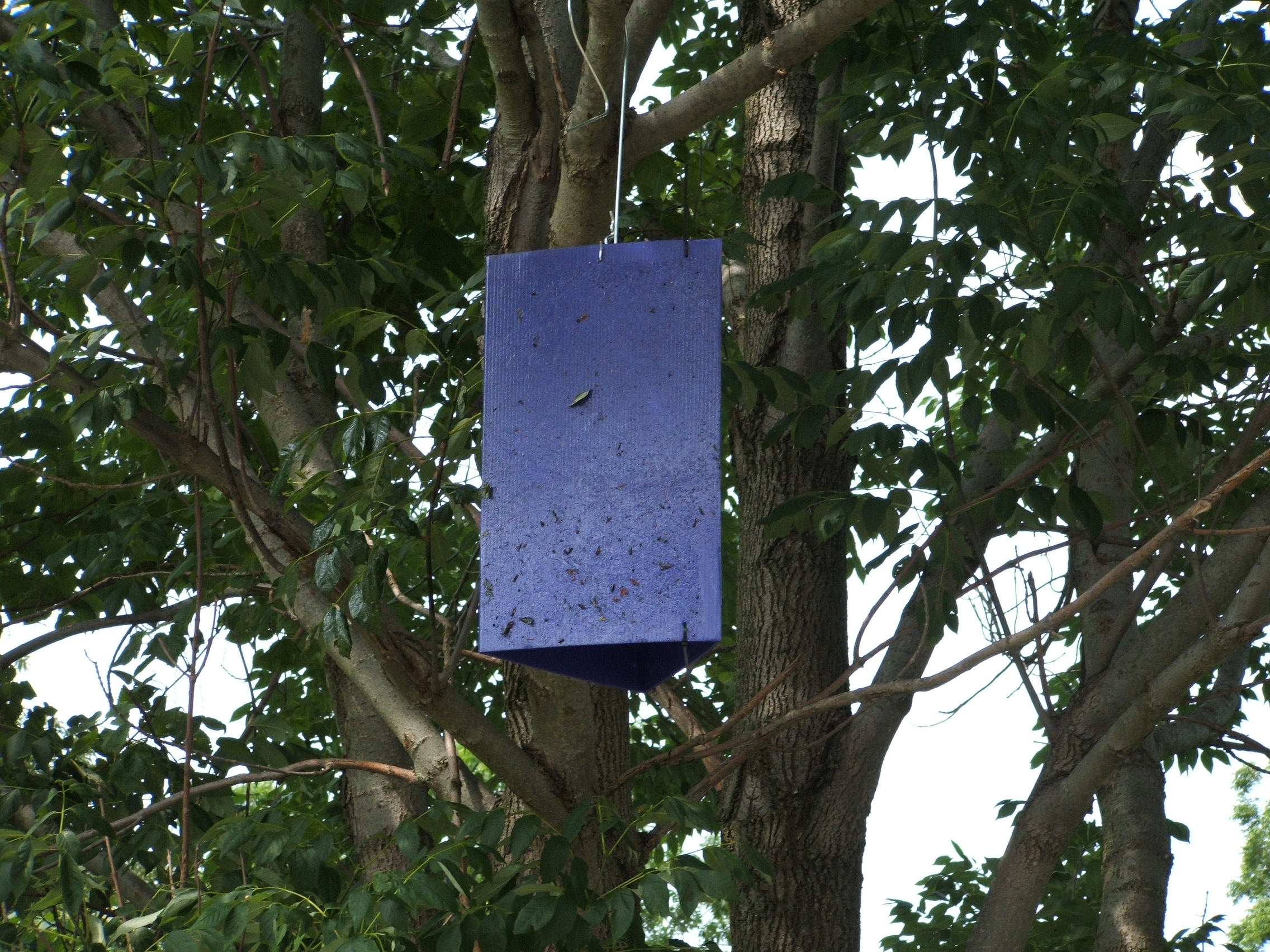
Цветовая ловушка, используемая для определения степени инвазии

В районах, где ясеневая изумрудная узкотелая златка ещё не обнаружена, используется мониторинг для отслеживания новых заражений. Визуальные исследования используются для обнаружения ясеней, на которых видны повреждения златкой, а цветовые ловушки, привлекающие ясеневую изумрудную узкотелую златку, например, с пурпурными или зелёными тонами, вешаются на деревьях в рамках программы мониторинга. На эти ловушки также могут быть нанесены летучие феромоны, которые привлекают в первую очередь самцов.

### Карантин
Признан опаснейшим карантинным объектом в США и Канаде и внесён в перечень карантинных организмов Европейско-средиземноморской организацией по защите растений (ЕОЗР). Как только заражение обнаружено, государственные или национальные правительственные агентства обычно вводят карантин, запрещающий вывоз дров или живых растений за пределы этих территорий без разрешений, указывающих, что материал был проверен или обработан (например, термическая обработка или измельчение древесины), чтобы гарантировать, что живые златки не присутствуют в коре и флоэме. В городских районах деревья часто вырубают, как только обнаруживается заражение, что снижает плотность популяции златок и вероятность дальнейшего распространения. Городской ясень обычно заменяют на другие виды, такие как клён, дуб или липа, чтобы ограничить источники пищи. В сельской местности деревья можно заготавливать на пиломатериалы или дрова, чтобы уменьшить густоту ясеня, но для этого материала могут применять карантин, особенно в районах, где этот материал может быть заражён.

### Хозяйственные мероприятия
В качестве первоочередных мер необходимо выявление очагов распространения вредителя в местах ослабления ясеня ещё до наступления весны, а также проведение срочных санитарных рубок свежезаселённых деревьев с вывозом и уничтожением поражённых ветвей и деревьев.

### Инсектициды
В настоящее время используются инсектициды с активными ингредиентами, такими как азадирахтин, имидаклоприд, эмамектин и динотефуран. Динотефуран и имидаклоприд являются системными (то есть включаются в состав дерева) и остаются эффективными от одного до трёх лет в зависимости от продукта. Инсектициды обычно считаются жизнеспособным вариантом только в городских районах с ценными деревьями вблизи места заражения. Обработку ясеня в первую очередь проводят путём непосредственного впрыскивания в дерево или в грунт. Некоторые инсектициды не могут применяться домовладельцами и должны применяться лицензированными специалистами по нанесению. Ущерб от изумрудной узкотелой златки со временем может увеличиваться даже при применении инсектицидов. Обработка инсектицидами неосуществима для больших лесных массивов за пределами городских районов.

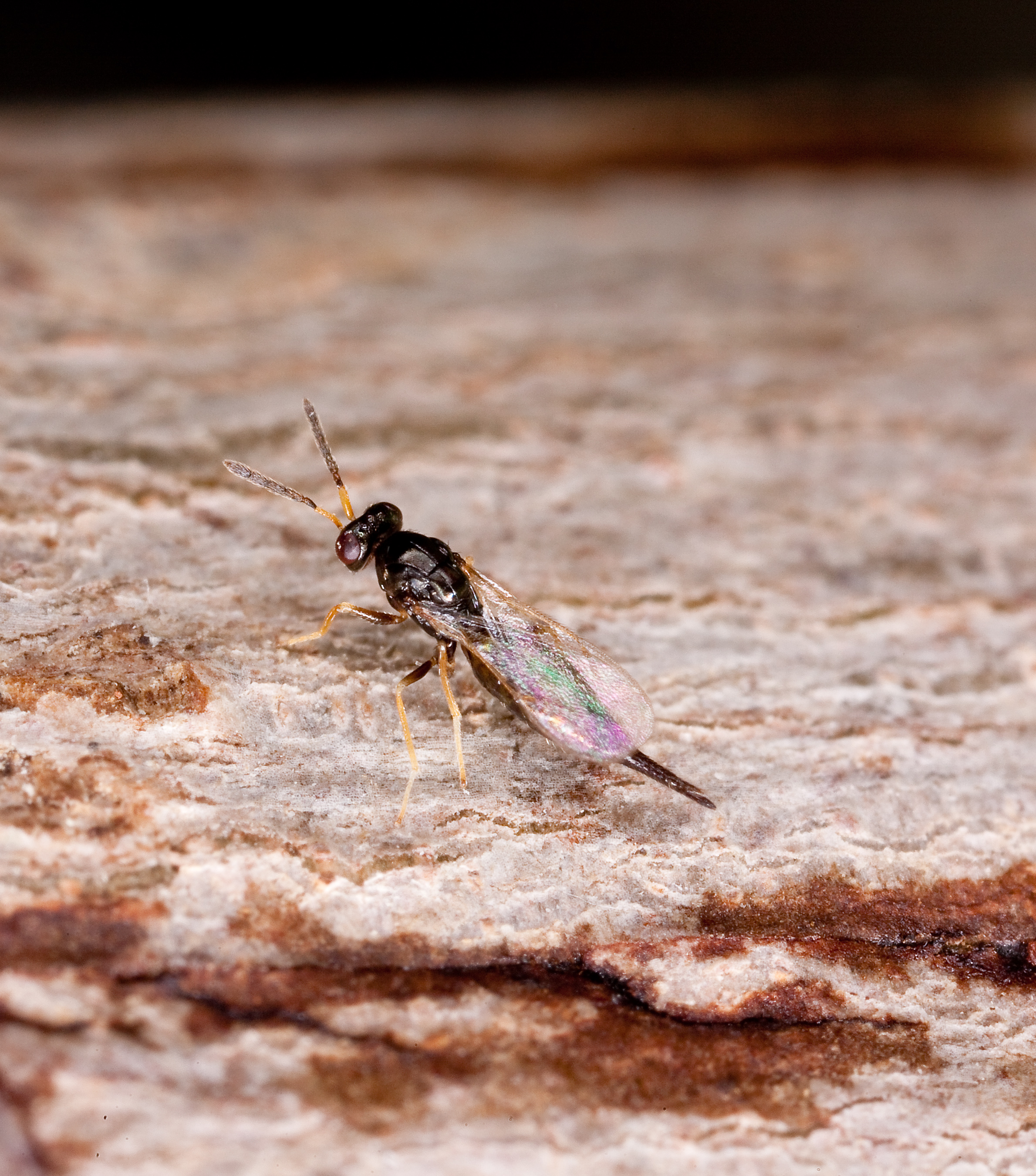
Наездник Tetrastichus planipennisi, используется в биоконтроле

### Биологический контроль
Нативный ареал ясеневой изумрудной узкотелой златки в Азии был исследован на предмет паразитоидных видов, паразитирующих на нём и не нападающих на другие виды насекомых в надежде, что они подавят популяции при выпуске в Северной Америке. Три вида, импортированные из Китая, были одобрены к выпуску USDA в 2007 году и в Канаде в 2013 году: Spathius agrili, Tetrastichus planipennisi и Oobius agrili, а Spathius galinae был одобрен к выпуску в 2015 году. За исключением Spathius galinae, который был выпущен только недавно, три других вида были зарегистрированы как паразитирующие на личинках ясеневой изумрудной узкотелой златки через год после выпуска, что указывает на то, что они пережили зиму, но приживаемость варьировалась в зависимости от вида и местоположения. Tetrastichus planipennisi и Oobius agrili прижились в новом местообитании, численность популяции которых в Мичигане с 2008 года увеличивалась; Spathius agrili имел более низкий успех при интродукции в Северной Америке, что могло быть вызвано отсутствием доступных личинок ясеневой изумрудной узкотелой златки во время вылета взрослых особей весной, ограниченной переносимостью холода и лучшей пригодностью для регионов Северной Америки ниже 40-й параллели.